# Solar do Conde dos Arcos (Salvador)
O Solar do Conde dos Arcos, também conhecido como Palácio do Conde dos Arcos e Casa do Conde dos Arcos, é uma construção do século XVIII, localizado em Salvador, na Bahia e serviu de residência do governador da capitania da Bahia.

## História
O Palácio Conde dos Arcos foi construído em 1781, conforme inscrição em sua portada. O nome dado à construção está relacionado com D. Marcos de Noronha, o VIII Conde dos Arcos, que residiu no palacete por sete anos e foi governador da capitania da Bahia. D. Marcos habitou o palácio entre 1810, quando foi nomeado governador da Bahia, e 1817, quando retornou ao Rio de Janeiro para assumir a pasta da Marinha do Reino.
De acordo com os registros de cobrança de impostos, consta que em 1893 a propriedade já pertencia à Francisca Rosa Barreto Praguer.
Em 1893 a cobrança de impostos garante que já pertencia a Francisca Rosa Barreto Praguer.
Em 1927, Peter e Irene Baker, casal de missionários da Igreja Presbiteriana dos Estados Unidos, adquiriram a propriedade e criaram o Colégio Dois de Julho, também chamado Colégio Americano. Em 2001, o colégio desocupou a propriedade. A propriedade pertence à Fundação Dois de Julho e em 2017 foi colocado à leilão para solver dívidas trabalhistas da fundação.

## Arquitetura
O Palácio Conde dos Arcos é um solar urbano com dois pavimentos, sobre uma planta quadrada e com telhado de quatro águas. Em sua fachada "pombalina", uma escada permite o acesso ao pavimento nobre. Neste pavimento estão azulejos “marmoreados” azuis e amarelos, oriundos da Fábrica do Rato, de Portugal.